# Massacri dei prigionieri dell'NKVD
I massacri dei prigionieri dell'NKVD furono una serie di esecuzioni di massa messe in atto da parte del NKVD contro i prigionieri politici catturati in tutta l'Europa orientale e principalmente in Polonia, Ucraina, negli stati baltici e in Bessarabia.
Dopo l'inizio dell'operazione Barbarossa del 22 giugno 1941, le truppe del NKVD avrebbero dovuto evacuare i prigionieri politici in Unione Sovietica, ma la frettolosa ritirata dell'Armata Rossa, la mancanza di mezzi di trasporto e di altri rifornimenti, oltre il generale disprezzo per le procedure legali, spesso significò che i prigionieri furono giustiziati.
Le stime del bilancio delle vittime variano in base alla località: circa 9.000 persone in Ucraina, circa 20.000-30.000 nella Polonia orientale (ora parte dell'Ucraina occidentale), per un totale di circa 100.000 vittime per le esecuzioni extragiudiziali nell'arco di poche settimane.

## Contesto storico
L'avvio dell'operazione Barbarossa sorprese il NKVD, le cui carceri e prigioni nei territori annessi dall'Unione Sovietica all'indomani del patto Molotov-Ribbentrop furono affollate di prigionieri politici. Nella Polonia orientale occupata, il NKVD fu responsabile di evacuare e liquidare oltre 140.000 prigionieri (ordine di evacuazione NKVD n. 00803). In Ucraina e Bielorussia occidentale, 60.000 persone furono costrette a evacuare a piedi. Secondo quanto riferito, il conteggio ufficiale sovietico riportò più di 9.800 giustiziati nelle carceri, 1.443 giustiziati nel processo di evacuazione, 59 uccisi per aver tentato di fuggire, 23 uccisi dalle bombe tedesche e 1.057 morti per altre cause.
"Non è stato solo il numero dei giustiziati", ha scritto degli omicidi lo storico Jurij Bošyk, citato da Orėst Subtel'nij, "ma anche il modo in cui sono morti a scioccare la popolazione. Quando le famiglie degli arrestati si sono precipitate nelle carceri dopo l'evacuazione sovietica, rimasero sbalorditi nel trovare corpi così gravemente mutilati che molti non poterono essere identificati. Era evidente che molti dei prigionieri erano stati anche torturati prima della morte; altri furono uccisi in massa".
Furono assassinati circa due terzi dei 150.000 prigionieri; la maggior parte dei restanti fu trasportata in Unione Sovietica, alcuni furono abbandonati in prigione per il poco tempo rimasto per giustiziarli, mentre altri riuscirono a scappare.

## Massacri
Il NKVD uccise i prigionieri in molti luoghi, dalla Polonia alla Crimea, iniziando a giustiziare un gran numero di prigionieri per la gran parte nelle loro prigioni, evacuando il resto con le marce della morte: la maggior parte erano prigionieri politici, imprigionati e giustiziati senza alcun processo. I massacri furono successivamente documentati dalle autorità tedesche occupanti e sfruttati dalla propaganda antisovietica e antiebraica. Dopo la guerra, le autorità di Germania, Polonia, Bielorussia e Israele identificarono almeno 25 carceri in cui i prigionieri furono uccisi e un numero molto maggiore di siti di esecuzioni di massa.

### Bielorussia
- Massacro di Čėrven', nei pressi di Minsk, alla fine di giugno iniziò l'evacuazione di tutte le carceri di Minsk. Tra il 24 e il 27 giugno, almeno 1.000 persone furono uccise a Čėrven' e durante le marce della morte.[14]
- Hlybokae, vicino a Vitebsk:[10] il 24 giugno furono giustiziati circa 800 prigionieri, la maggior parte dei quali cittadini polacchi. Diverse migliaia di persone morirono durante una marcia della morte verso Nikolaevo vicino a Ulla, in Bielorussia.[15]
- Hrodna: il 22 giugno 1941, NKVD giustiziò diverse dozzine di persone nella prigione locale. L'esecuzione dei restanti 1.700 prigionieri non fu possibile a causa dell'avanzata dell'esercito tedesco e della frettolosa ritirata dei carnefici di NKVD.[16]
- Vilejka: diverse dozzine di persone, per lo più prigionieri politici, malati e feriti, furono giustiziate prima della partenza delle guardie sovietiche il 24 giugno 1941.[17]

### Estonia

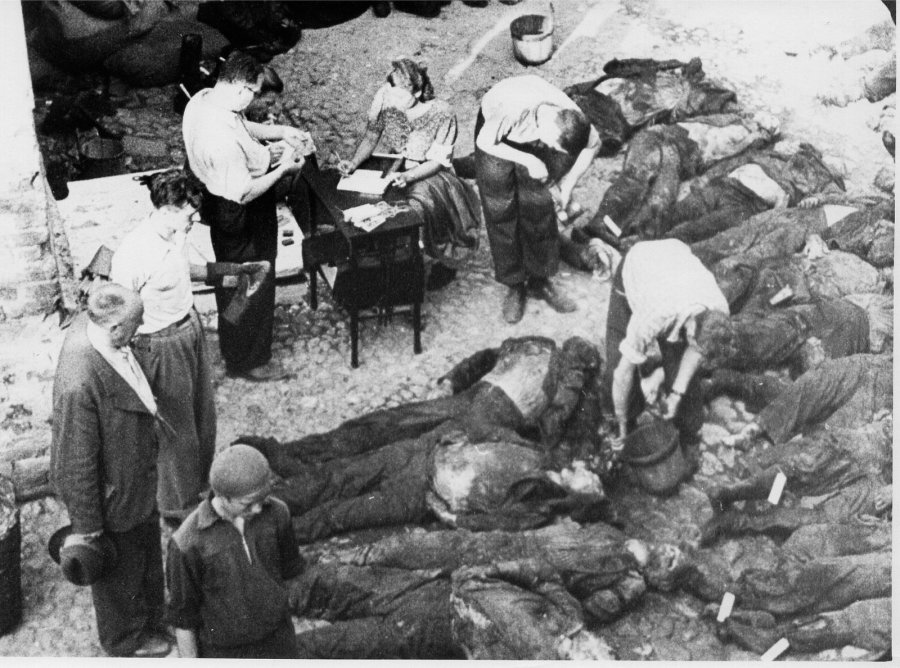
Vittime dell'NKVD a Tartu, in Estonia, luglio 1941

- Strage di Tartu: il 9 luglio 1941, 193 detenuti furono fucilati nella prigione di Tartu, i loro corpi furono gettati in tombe improvvisate e nel pozzo della prigione.[18]

### Lituania
- Vilnius: dopo l'invasione tedesca, furono uccisi un gran numero di prigionieri nella famigerata prigione di Lukiškės.[19]
- Massacro di Rainiai vicino a Telšiai: il 24 e 25 giugno furono uccisi circa 79 prigionieri politici.
- Prigione di Pravieniškės vicino a Kaunas: nel giugno 1941, NKVD uccise 260 prigionieri politici e tutto il personale lituano presente nella prigione.
- I prigionieri lituani furono evacuati in Bielorussia e alcuni di loro furono assassinati, ad esempio, nel massacro di Čėrven' e vicino a Bigosovo.

### Polonia
Nel 1941, gran parte della popolazione etnicamente polacca sotto il dominio sovietico era già stata deportata in Russia. Gli altri, compresi un gran numero di civili polacchi di altre etnie (per lo più bielorussi e ucraini), furono detenuti nelle carceri provvisorie della regione, dove rimasero in attesa della deportazione nelle carceri di Mosca o nei Gulag.
Si stima che su 13 milioni di persone viventi nella Polonia orientale, circa mezzo milione siano state incarcerate e oltre il 90% di queste fossero uomini con circa il 10% dei maschi adulti imprigionato al momento dell'offensiva tedesca. Molti morirono nelle carceri a causa della tortura: i metodi usati includevano l'ustione in acqua bollente e il taglio di orecchie, naso e dita. Timothy Snyder stima che NKVD abbia ucciso circa 9.817 cittadini polacchi imprigionati in seguito all'invasione tedesca.

### Ucraina

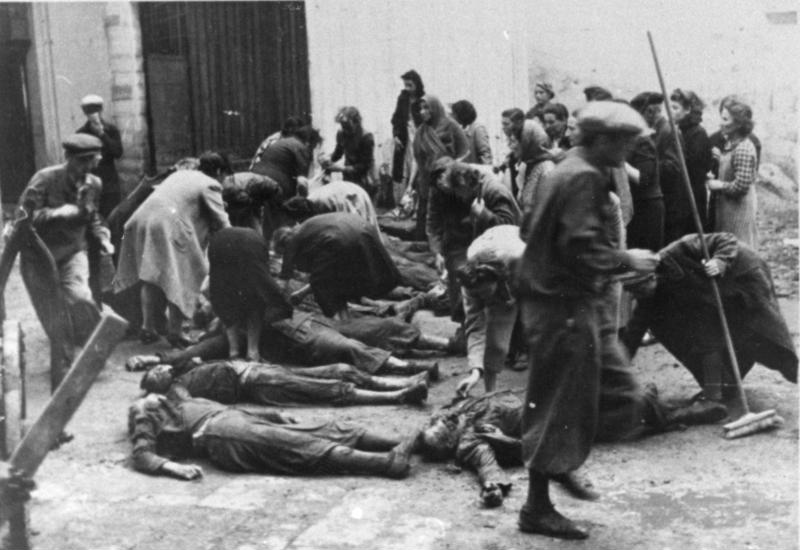
I tedeschi etnici assassinati in una prigione della GPU di Ternopil vengono identificati dai loro parenti il 10 luglio 1941.

Nelle regioni occidentali dell'Ucraina occupate dai sovietici sotto la minaccia dell'invasione tedesca, il NKVD commise vari omicidi di massa dei detenuti, tra cui:
- a Berežany: tra il 22 giugno e il 1º luglio, il personale della prigione locale di NKVD giustiziò circa 300 cittadini polacchi, tra cui un gran numero di ucraini.[16]
- nel campo di Donec'k Ručenkovo.
- a Dubno: furono giustiziati tutti i prigionieri presenti nella prigione comprese donne e bambini.[3]
- a Ivano-Frankivs'k: oltre 500 prigionieri polacchi (comprese 150 donne con dozzine di bambini) furono fucilati da NKVD e sepolti in diverse fosse comuni a Dem'ianiv Laz.
- Tragedia di Charkiv: 1.200 prigionieri furono bruciati vivi.
- a Luc'k: dopo che la prigione fu colpita dalle bombe tedesche, per evitare le fughe, le autorità sovietiche promisero l'amnistia a tutti i prigionieri politici. Mentre si misero in fila all'esterno furono mitragliati dai carri armati sovietici. Fu detto loro:"Quelli ancora vivi si alzino", si alzarono circa 370 persone e furono costretti a seppellire i morti, dopodiché furono assassinati anche loro. Il ministero degli Esteri nazista affermò che furono uccisi 1.500 ucraini, mentre le SS e l'intelligence militare nazista ne rivendicarono 4.000.[1]
- a Leopoli (Esecuzioni a Leopoli (giugno 1941)): i massacri in questa città iniziarono il 22 giugno subito dopo l'attacco tedesco e continuarono fino al 28 giugno, culminando nei pogrom di Leopoli. L'NKVD giustiziò diverse migliaia di detenuti in alcune prigioni provvisorie. Tra i metodi usati per le uccisioni nelle celle, ci fu il lancio di granate o per fame nelle cantine, alcuni furono semplicemente uccisi a colpi di baionetta.[3] Si stima che oltre 4.000 persone siano state assassinate in questo modo, mentre il numero dei sopravvissuti è stimato a circa 270 persone.[16] Una rivolta ucraina costrinse brevemente l'NKVD a ritirarsi, ma presto tornò a uccidere i restanti prigionieri nelle loro celle.[22] In seguito, gli studenti di medicina descrissero la scena in una delle prigioni:

- a Sambir: 570 morti.[24]
- a Sinferopoli: il 31 ottobre furono uccise un numero imprecisato di persone nell'edificio dell'NKVD e nella prigione cittadina.
- a Jalta: il 4 novembre l'NKVD uccise tutti i prigionieri nelle carceri cittadine.[8]

Statistiche sovietiche per 78 carceri ucraine:
- evacuate 45.569 persone;
- uccise all'interno delle carceri 8.789 persone;
- fuggiaschi uccisi 48;
- uccise legalmente 123 persone;
- uccise illegalmente 55 persone;
- rimaste in vita 3.536 persone.

### Russia
- a Orël: nel settembre 1941, furono giustiziati oltre 150 prigionieri politici (tra cui Christian Rakovskij, Marija Spiridonova, Ol'ga Kameneva e Dmitrij Pletnëv) nella foresta di Medvedev.
- Kujbyšev: il 28 ottobre 1941, 20 ex ufficiali di alto rango dell'Armata Rossa e funzionari di partito furono fucilati senza processo nel villaggio di Barbyš.

### Approfondimenti
- (DE) Bogdan Musial, Konterrevolutionäre Elemente sind zu erschießen. Die Brutalisierung des deutsch-sowjetischen Krieges im Sommer 1941, Berlino, Propyläen Verlag, 2000,  p. 349, ISBN 3-549-07126-4.